# تپه قیسوند ۲
تپه قیسوند ۲ مربوط به دوران پیش از تاریخ ایران باستان است و در شهرستان کرمانشاه، بخش مرکزی، روستای قیسوند واقع شده و این اثر در تاریخ ۷ مهر ۱۳۸۱ با شمارهٔ ثبت ۶۴۴۶ به‌عنوان یکی از آثار ملی ایران به ثبت رسیده است.